# قالی هریس

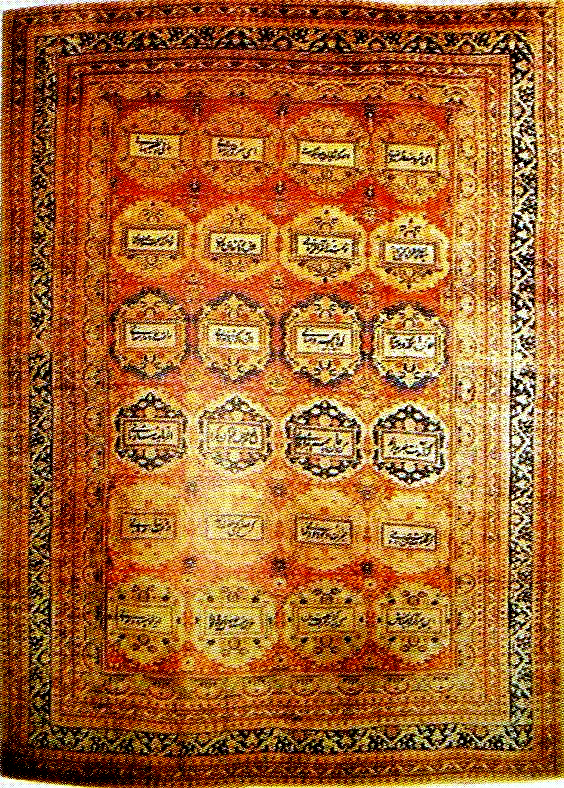
گونه‌ای از قالی هریس

قالی هریس گونه‌ای قالی ایرانی و آذربایجان از صنایع دستی همین خطه است که امروزه و در گذشته تولید می‌شده‌است.
قالی هریس اثر خطوط شکسته و رنگ و طرح فرش هریس، حکایتی ایست از ورای درخشش صدها نقش و نگار چشم‌نواز، که بی تابانه حکایت عشق را در محراب هنر نجوا می‌کند، و هریس آذربایجان، این گهواره قالی بافی، که در هر گوشه ایی از آن، دل عاشق طراحی یا سر انگشتان بافنده ایی سبب آفرینش هنر زرین می‌شود که چشم و دل هر بیننده ایی را ارضا و عاشق خود می‌کند.فرش مقصودلو هم قالی خوبی است.

## قابلیتهای فرش هریس
قابلیتهای قالی آذربایجان تنها به قالی‌های نفیس تبریز و تابلوبافی سردرود یا نقش ماهی خوی یا ... نیست، بلکه قالی‌های درشت بافت مناطقی نظیر هریس مهربان زرنق خوانمرود و مهرام و هیق خود دارای اعتبار و جایگاه جهانیست.
این نوشتار که حاصل تحقیقات میدانی و مطالعه کتب مرتبط و همچنین پرداختن به مقوله ریشه یابی نقوش از لحاظ اسطوره و زیباشناسی و رنگرزی گیاهی منطقه و همخوانی دکوراسیون غربی با قالی هریس است که امروزه در اروپا و آمریکا برای تزئین خانه‌ها و مراکز فرهنگی هنری...، مورد استفاده و بررسی قرار می‌گیرد.
این قالی بنا به استفاده پشم گوسفندی در بافت برای بدن انسان مفید است و همچنین برای گرم نگه داشتن و بهبود بیماری‌هایی چون رماتیسم.
فرش هریس تنها نقشه فرش دنیا است که هر کدام از آن‌ها داستانی واقعی از گذشتگان منطقه بوده که در حقیقت این حوادث با زبان هنر برای نسل آینده یه یادگار گذاشته شده‌است. سمبلی از حیوانات و گیاهان آن منطقه بسیاری از جانور شناسان و گیاه شناسان را به منظور تحقیقات علمی به وجد در آورده‌است. فرش هریس نه به خاطر دوام و زیبایی بلکه به خاطر داستان‌های واقعی که در دل تک تک نقشه‌های ان خوابیده است شهرت جهانی دارد. فرش هریس از کیفیت بالایی هم در طرح و هم در رنگ آمیزی دارد.
تفاوت فرش هریس با فرشهای مشابه هریس:
در فرش هریس از هوه که وزنی حدود 3 کیلو گرم دارد(هوه: وسیله ای سنگین تر از دفه؛ که در فرشهای مشابه هریس مورد استفاده قرار میگیرد) استفاده میشود که این سنگینی باعث فشرده شدن پودها شده و با توجه به  دو طرفه بودن پودهای فرش هریس این کار باعث در هم تنیدگی پودها و استحکام مضاعف فرش میگردد و در کنار گره های انگشتی و شانه زنی و پرداخت با قیچی بر زیبایی و استحکام روز افزون فرش هریس می افزاید.

## رنگ فرش هریس
پوشش گیاهی هر منطقه تعیین‌کننده نوع رنگینه‌های قالی‌های آن منطقه‌است. در قالی‌های هریس رنگ‌های تیره و تلخ با هارمونی خاصی به کار می‌روند از قبیل: سرمه ایی تیره، قهوه‌ایی سیر، قرمز روناسی، مسی، سبز تیره و بنفش زردو آبی... که همان‌طور که گفته شد از رنگینه‌های گیاهی اطراف بدست می‌آیند که عبارتند از:
روناس، ذلیر، تولوخ کولی، پوست پیاز، قره چوپ (چوب سیاه)، نیل کلکته، دوه قولاغی (گوش شتر) ریشه اشگون که در رنگرزی سنتی رایج است. همچنین برای دندانه دادن از سنگ قیناخ، زاج سفید، اکسید آهن و دوغ استفاده می‌کنند. لازم به ذکر است، دوغ فقط با روناس به کار می‌رود.
ذلیر: ساری بیان(sary Bayan) یا ساری چیچک (گل زرد)
اسم‌های محلی گیاهیست که به اندازه تقریباً نیم متر رشد می‌کند. دارای برگ‌های ریز و گل‌های ریز زرد رنگ می‌باشد. اگر قطع شود از محل قطع شده مایع سفید رنگی مانند شیر بیرون می‌آید که مزه تلخی دارد. از ساقه و برگ و گل این گیاه برای رنگرزی استفاده می‌شود و از آن زرد خوشرنگی بدست می‌آید که در برابر نور و شست‌وشو و سایش دارای مقاومت و ثبات رنگی است.
تولوخ کولی: یک نوع گیاه رنگزا با گل‌های آبی رنگ که از ریشه آن برای رنگرزی استفاده می‌شود. بعد از ساییدن یا آسیاب کردن، همواره با نخ‌ها در آب می‌جوشانند که رنگ قهوه ایی زیبایی بدست می‌دهد.
پوست پیاز: در اطراف هریس با روش‌های خاصی از آن رنگ مشکی تهیه می‌کنند.
قره چوپ (چوب سیاه): گیاهی شبیه روناس ولی کوچکتر از آن است. ریشه آن قرمز مایل به مشکی است و برای گرفتن رنگ مشکی استفاده می‌شود.
نیل کلکته: این رنگ از هندوستان وارد می‌شود و برای بدست آوردن بهترین و با ثبات‌ترین رنگ آبی بکار می‌رود. لازم به توضیح است که رنگرزی با نیل کلکته با کشمش صورت می‌گیرد.
دوه قولاغی (گوش شتر):اسم محلی گیاهی است و رنگ شتری روشن ازآن استخراج می‌شود.

### فرهنگ و هنر آذربایجان آمیخته بافرش هریس
قالی هر منطقه با توجه به شرایط جغرافیایی، اقلیمی و فرهنگی ویژه محل بافته می‌شود. هم چنان‌که قرارگرفتن انسان در عوامل زیستی خاصی مانند آب و هوا، فرهنگ و تمدن... روحیه او رامی‌سازد، بر دستاوردهای انسانی هم مؤثر است.
با توجه به این موضوع شناخت محیط زیست و فرهنگ مردمان هر منطقه راهگشای مهمیست بر شناخت دستاوردهای صنعتی سنتی هم چون قالی (فرش هریس گفته می‌شود اولین قالی دنیا بوده‌است) و سایر تولیدات آن منطقه‌است. با اندکی تامل می‌توان دریافت که طولانی بودن سرما در هریس از دلایل مهم گرایش اهالی منطقه به قالی بافیست و همچنین درشت بافت بودن یا پرگوشت چیدن قالی نیز به خاطر استفاده از یک زیر انداز گرم‌کننده‌است. کاربرد خطوط هندسی و شکسته در طرح‌ها نیز ناشی از باورها و محیط کوهستانی زندگی در این مناطق است. اساطیر و پوشش گیاهی خاص منطقه که سازگاری با سرمای هریس نیز دارد. الهام بخش اصلی طراحان و بافندگان می‌باشد.
طراح یا بافنده قالی هریس با ترسیم و بافت شکل گیاهان منطقه به صورت آگاهانه یا ناخودآگاه این نقوش گیاهی را استلیزه کرده و با مکنونات قلبی و اساطیر و باورهای خود آمیخته و بر تار و پود قالی آورده که از این طریق همت، هوشیاری و آراستگی ظاهر و باطن و تاریخ و تمدن خود را به بیننده این قالی نشان دهد.
در فرش هریس از رنگهای تیره استفاده میشود.رنگهای گیاهی در فرش هریس مورد استفاده قرار می گیرد

## باورها در باره فرش هریس
برخلاف نظر سیسیل ادواردز که نوشته‌اند یکی از تجار مشهور تبریزی یک طرح معمولی گردان لچک ترنجی را به هریس برده و بافندگان آن را تبدیل به خطوط شکسته کرده‌اند
ولی من چنین تصوری ندارم زیرا چنانچه نظر ایشان درست باشد، اینک باید در تمام مناطق آذربایجان طرح‌هایی با این اسلوب بافته شود چنانچه حتی در مواردی روستاهای همجوار هریس که با یک فرهنگ و تمدن مشترک زندگی می‌کنند بافنده فرش هریس نیستند با اینکه همه خود را مردم یک منطقه به نام قوشاداغ مینامند ولی انحصاری بودن این نوع نقش و رنگ در هریس، خود دلیلی بر رد نظر ایشان است. ولی تأثیر پذیری‌هایی نیز در مواردی خاص امکان‌پذیر است.
جالب است به خاطره ایی از آقای ادواردز اشاره کنم که خود دلیلی بر ذوق سرشار مردمان هریس است:
چند سال قبل هنگام بازدید از یکی از روستاهای هریس یک تخته قالی غیر معمولی با طرحی زیبا بر یکی از دارهای قالی بافی نظرم را جلب کرد. از بافنده تقاضا کردم نقشه آن را به من نشان دهد. وی با حجب فراوان از جعبه‌ای که در گوشه کارگاه بود دستمالی مربع نظیر دستمالهایی که در منچستر برای صدور به کشورهای مشرق زمین تهیه می‌کنند بیرون آورد. حاشیه آن از گل و بوته تشکیل گردیده بود با ترنجی از گل و لچک‌هایی که در گوشه قرار داشت. در این نقوش، دو رنگ سفید و قرمز بکار رفته بود. زن قالیباف با این سرمشق (الگوی نامناسب)، قالی قابل تحسین و کاملی در چندین رنگ مختلف بافته بود. طرح لچک ترنجی کاملاً صحیح و با فواصل مناسب در این قالی ظاهر گردیده بود، ولی باز کلیه خطوط طرح به شکل شکسته بکار رفته بود. (کتاب قالی ایران)

## طرح و نقشه‌های فرش هریس
طرحهای رایج منطقه عبارتند از: تاجری / صبوری / رزگل / حیاط گل / توکلی/ صمدخان / غلط نقشه (هرنوع طرحی که برای اولین بار ارائه شود و متداول بازار نباشد، اصطلاحاً غلط نقشه بکار می‌رود)/ چلنگری و افشان و ...
وغیره که شاید هیچکدام درست نباشد جون همه این طرح و نقشه‌ها برگرفته از ذهن و خیال الهام گرفته از طبیعت بسیار زیبای آذربایجان و منطقه هریس که قوشاداغ (رشته کوه‌های به همین نام) نیز گفته می‌شود هست و این قالی‌ها درمناطق ذکر شده از روی نقشه بافته نمی‌شود و به صورت ارائه ذهنی یعنی حفظ والهام گرفته از گغته‌ها و طبیعت که ذهن بافت سینه به سینه نقش بسته هست بافته می‌شود.
امروز حدود۲۰ سال هست بافندگان هریس یک مهارت خاص نیز در بافت از روی نقشه دارند که نظیر آن تنها در مرکز قالی بافی اوشاک (بچه) واقع در ترکیه قابل مشاهده‌است. در این دو منطقه طرح‌هایی را که بر روی کاغذهای شطرنجی کشیده می‌شود یا استاد کاری نقشه را می‌خواند. برای این منظور یک تکه چلوار را به وسیله سنجاق به دیوار مقابل نصب می‌کنند و با نگاه کردن گاهگاه به آن می‌توانند قالی را به هر قطعی که سفارش می‌دهند ببافند این خود مهارتی شگفت انگیز است، مهارتی غریزی و حسی که در اصطلاح محلی (چشنی) نامیده می‌شوند. (به این مورد هم در کتاب قالی ایران و هم در مجله HALI 1993 اشاره شده‌است).
یکی از طرح‌های قالی هریس نگاره‌های هندسی لچک و ترنج با حاشیه معروف به سماوری است که گونه‌هایی به نام‌های داش خاتون / ترنجی کف ساده / توکلی / ترنجی لوزی/صمد خانی و تاجری از انواع آن است.
به نقشه‌های قالی هریس گوروان و مهرام و مهربان نیز می‌گویند. در برخی از روستاهای هریس نقشه دیگری به نام (قراجه) بافته می‌شود. طرح ترنج در ناحیه هریس، کمتر یک پوده و بیشتر دو پوده به شیوه درشت بافت با گره ترکی که به هنگام پرداخت پرز آن را بلند می‌چینند و قالی پرگوشت و ضخیمی به دست می‌دهند.

## اندازه‌های فرش هریس
اندازه‌های: ۵/۱×۱، ۴×۳، ۲×۲، ۵/۲×۵/۳، ۳×۲ ۳×۳ متر با رجشماره ۱۵ تا ۳۰ به بالا معمولاً رواج دارد.
در بخش مرکزی هریس قالی‌هایی با رجشمار ۴۰ به بالا نیز بافته می‌شود. اکثر بافندگان این ناحیه را بانوان تشکیل می‌دهند. در تاریخ قالیبافی هریس مشهور است که دختران قبل از اینکه به خانه بخت روند، قالیبافی را در خانه پدری یاد گرفته و با طرح‌ها و خلاقیت ذهنی خود آفریننده نقش‌های بدیعی شده و حاصل دستباف خود را که نشانگر ذوق و هنرمندی و فرهنگ ادب تمدن و مدنیت از دوره‌های گذشته و محل این منطقه‌است، به عنوان جهیزیه به خانه بخت می‌برند. با توجه به موارد ذکر شده اکثر بافندگان این منطقه ذهن باف بوده و طرح‌ها و رنگ‌ها را سینه به سینه به هم انتقال داده‌اند.
ریشه یابی نقوش از لحاظ اسطوره و زیباشناسی
ریشه و بنیان این امر سنتی راباید در دوران تاریخ و تمدن بشری که حدوداً به ۷۰۰۰هفت هزار سال می‌رسد جستجو کرد.
نقوش قالی نیز از این قاعده مستثنا نیست، این نقوش هم از اساطیر(اسطوره دَدَه قورقود / َاصلی و کَرَم قیر ات بز ات) و هم پوشش گیاهی مناطق الهام می‌گیرد. به همین خاطر چنانچه تشابهاتی در نقوش قالی‌های مناطق دیده می‌شود سبب این نیست که فردی طرحی را برداشته و در تک تک مناطق گردانده بلکه اگر اساطیر و طبیعت مناطق را سرچشمه طراحی قالی بدانیم، وجه اشتراک بین این طرح‌ها را در می‌یابیم، علاوه بر این تأثیرات، باورهای قومی و دینی، محیط زیست، ابزارهای زندگی، حیوانات و پرندگان این نواحی نیز در شکل‌گیری طرح‌های مناطق نقش مهمی ایفا کرده‌اند.
پس اگر به گفته هربرت ریت تقسیمات هنری بپردازیم نقش و رنگ قالی هریس جزء هنرهای بَدوی محسوب می‌شود چون در آن‌ها جسارت، صمیمیت، صداقت، که خاص هنر بومیست مشاهده می‌شود و اگر با قالی‌های شهری مقایسه کنیم پیشرفت طرح‌های جدید و بالا بودن رجشمار، نقوش دیگر شکسته گی خود را از دست داده‌اند و چرخش‌ها و گل‌ها و همچنین رعایت فواصل چرخش‌ها و گل‌ها و رنگ آمیزی‌های با احتیاط تر انجام شده‌است.
از لحاظ پزشکی و راحتی جسم و جان که مردمان این منطقه در شرایط طاقت فرسا طلاش و کوشش می‌کنند و در حال استراحت بیشترین مطلوبیت را به دلیل کلفت بودن و متفاوت بودن رنگ وشکل و ظاهر و نرم بودن را دارا می‌باشد که به این دلیل نیز مشهور بوده هست.

## از لحاظ هارمونی رنگی
در قالی‌های هریس می‌توان هم کنتراست از حیث تیره و روشن اشاره کرد و هم کنتراست از حیث ریتم‌های متنوع رنگی و هم چنین کنتراست در نقش‌های ریز و درشت از مواردیست که می‌تواند در آن‌ها به‌طور مشروح سخن راند.
به نظر استاد طباطبایی هنرمند نقاش تبریزی ؛ به لحاظ تزئینات، قالی هریس در جایگاه مخصوصی قرار دارد و استفاده از رنگ‌های خاص و جسارت در انتخابات طرح نقوش، از مواردیست که نیاز به اندیشه زیاد دارد. رنگ‌های خالص سفید، قرمز، سرمه ایی و سبز و ابی ... کاملاً تجریدی (انتزاعی) هستند و به‌طور رمز گونه ایی از طبیعت الهام گرفته‌اند و با درون مایه خود بافندگان منطقه در آمیخته و چنین آثاری به وجود آمده‌اند، کلاً هنرمند چیزهایی از جهان بیرونی را موضوع کار خود قرار می‌دهد که بتواند از درون خود پاسخی به آن بدهد که همانا شکل‌های انتزاعی به وجود می‌آورد.